# Shawn Crahan
Michael Shawn Crahan (Des Moines, Iowa; 24 de septiembre de 1969) es un músico estadounidense, conocido por ser uno de los percusionistas y corista de la banda Slipknot.

## Biografía
Es soldador, por lo tanto suelda él mismo la mayoría de sus instrumentos. En 1993 tocó la batería en la banda Heads On The Wall. También tocaba en la banda de Joey Jordison, Modifidious. En 1995 creó la banda Slipknot, junto con Paul Gray, Anders Colsefni y Doniee Steele. Fue el primero en usar máscaras usando una de payaso de circo. Sus padres corrieron con la mayoría de los gastos del lanzamiento del disco Slipknot. Durante el hiato de Slipknot, en 2003, creó la banda To My Surprise, en la que continúa actualmente. Durante los conciertos es uno de los más activos y se ha fracturado varias partes del cuerpo. También es padre de familia, tiene 4 hijos. Es denominado por la banda y los fanáticos como "Clown" o "#6".
El 19 de mayo de 2019 anunció la muerte de su hija menor, Gabrielle Crahan, de 22 años, a través de un comunicado en la página oficial de la banda en Twitter.

## Productor
Fue el productor asistente del disco L.D. 50 de la banda Mudvayne. También fue el productor del disco Invitation to the Dance de la banda 40 Below Summer. él hizo una pequeña ayuda en el vídeo Just So You Know de la banda American Head Charge, y remezclo una canción del mismo sencillo.
También hizo una colaboración con la banda estadounidense Escape The Fate en su reedición This War Is Ours Deluxe Edition con un remix de la canción This War Is Ours (del disco This War Is Ours), titulado This War Is Mine.
También hizo de productor para el remix de la canción de la banda británica Bring Me The Horizon, «Sleep With One Eye Open» de su relanzado álbum de remezclas Suicide Season Cut Up.

## Discografía
con Slipknot
- 1996: Mate. Feed. Kill. Repeat.
- 1997: Crowz
- 1998: Slipknot Demo
- 1999: Slipknot
- 2001: Iowa
- 2004: Vol. 3: (The Subliminal Verses)
- 2005: 9.0: Live
- 2008: All Hope Is Gone
- 2014: .5: The Gray Chapter
- 2019: We Are Not Your Kind
- 2022: The End, So Far

Como productor para otras bandas
- 2000: L.D. 50 – Mudvayne
- 2001: Invitation to the Dance – 40 Below Summer
- 2002: Downthesun – Downthesun
- 2003: To My Surprise – To My Surprise
- 2005: The Imbuing – Gizmachi
- 2008: The American Nightmare – Dirtfedd
- 2009: Suicide Season Cut Up! – Bring Me The Horizon
- 2010: Dirty Little Rabbits – Dirty Little Rabbits

## Filmografía
- 1999: Welcome to Our Neighborhood - Director/Productor/Actor
- 2002: Disasterpieces - Director/Productor/Actor
- 2002: Rollerball - Director/Productor/Actor
- 2006: Voliminal: Inside the Nine - Director/Productor/Actor
- 2008: Nine: The Making of "All Hope Is Gone"- Director/Productor/Actor
- 2010: (sic)nesses- Director/Productor/Actor
- 2017: (Day of the gusano:Live in Mexico -

Director/Productor/Actor

## Otros Proyectos
Shawn es el creador del sello "Big Orange Clown" unidos con "Sanctuary Records", en su sello esta la banda Gizmachi.
- Heads on the wall: 1993-1995 Shawn - Batería
- Quan - Guitarra: Esta banda tocó principalmente con la banda de Joey Jordison, Modifidious.
- Slipknot: 1995-presente
- To My Surprise: 2003-presente
- Dirty Little Rabbits: 2003-presente, Shawn es el baterista.